# Théâtre Cristóbal Colón
Cet article concerne le théâtre de Bogotá. Pour le théâtre homonyme de Buenos Aires, en Argentine, voir Théâtre Colón.
Le théâtre Cristóbal Colón de Bogota, aussi appelé théâtre Colón, est le théâtre national de Colombie, construit sur une superficie de 2 400 mètres carrés. Il est de style néo-classique, et sa façade, d'ordre dorique toscan, en pierre taillée, présente trois parties séparées par deux corniches, qui sont aussi en pierre. Le théâtre fut construit par l'architecte italien Pietro Cantini (es), qui travaillait alors à la construction du Capitole national de Colombie, et le 5 octobre 1885, on posa la première pierre à l'endroit même où le théâtre Maldonado avait succédé au colisée Ramírez. L'ornementation et la décoration de la construction furent confiées à l'architecte suisse Luigi Ramelli (es). Il fut appelé Cristobal Colón en l'honneur de Christophe Colomb et inauguré le 12 octobre 1892 pour célébrer le quatre centième anniversaire de la découverte de l'Amérique. Il peut accueillir quelque 900 spectateurs. Le théâtre Colón fut déclaré monument national par le décret 1584 du 11 août 1975 et élu la septième merveille de Colombie par le lectorat national du quotidien El Tiempo en 2007.

## Salle principale

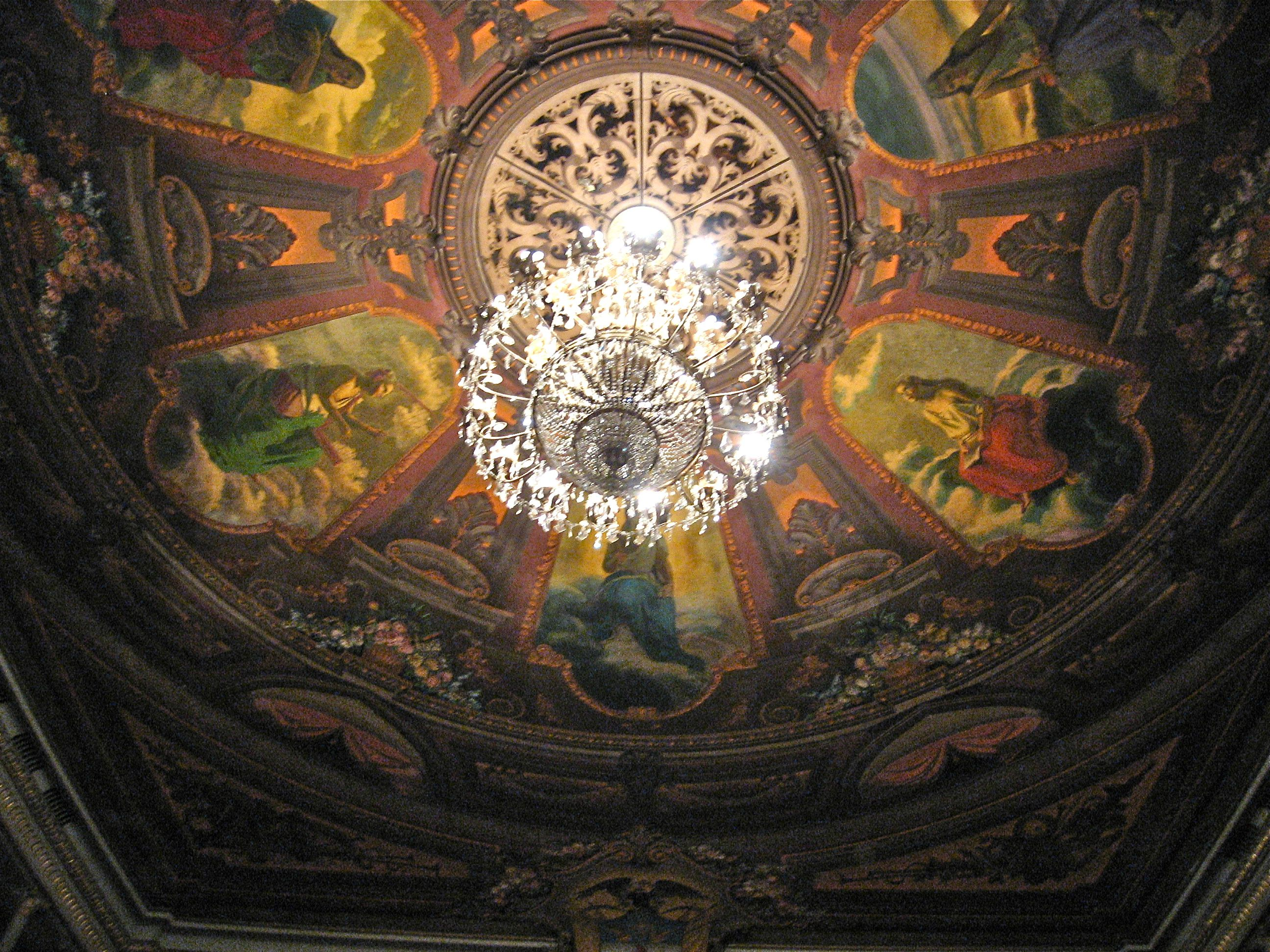
Fresques de six Muses, dans la salle principale

La salle principale du théâtre Cristóbal Colón fut inaugurée le 12 octobre 1892. Elle comporte 908 fauteuils, répartis comme suit :
- Orchestre : 326 fauteuils ;
- Loges du premier : 120 fauteuils ;
- Loges du deuxième : 120 fauteuils ;
- Loges du troisième : 120 fauteuils ;
- Balcon à places numérotées : 50 fauteuils ;
- Balcon général : 150 fauteuils.

## Salle Foyer
La salle Foyer se trouve au deuxième étage du théâtre. Elle se distingue par l'ornementation architecturale des pilastres, des portes et des fenêtres et les fresques du plafond. On y donne des concerts pour petit orchestre, y interprète de la musique de chambre et y offre des récitals. Cette salle peut accueillir de 150 à 200 personnes.

## Salle Víctor Mallarino
Cet espace scénique eut une importance particulière pour l'émergence du théâtre moderne en Colombie. Sur ces planches, Bernardo Romero Lozano encouragea la création de la Escuela Nacional de Arte Dramático (ENAD, École nationale d'art dramatique). Parmi les professeurs invités à cette époque, il y eut Víctor Mallarino Botero, récitant et acteur important qui façonna l'ENAD, d'où sortirent les premiers acteurs formés en Colombie, dont un grand nombre ont fait l'histoire du théâtre national. 

### Rideau de Gatti
L'élaboration du rideau était prévue dans le contrat conclu par le gouvernement et Antonio Faccini. Ce rideau devait cacher la scène lors des grandes inaugurations ou d'activités spéciales précédant le programme : c'est pourquoi il devait être une grande œuvre d'art.
Le rideau fut confié à l'artiste florentin Annibale Gatti, qui réalisa cette œuvre de 8,75 mètres de haut sur 11,35 mètres de large à Florence. Il termina le travail en 1890, et le rideau fut officiellement pendu au théâtre Colón le 22 février 1891.
Quant à la représentation que le rideau devait porter, le président Núñez pencha pour celle de personnages de l'opéra et donna ses ordres en ce sens à ses commissaires Alejandro Posada, Roberto Suárez, Pietro Cantini et Antonio Faccini. Cependant, Gatti décida d'exprimer la curiosité que le peuple éprouverait à l'égard de la construction d'un théâtre à cette époque et des représentations d'œuvres lyriques. À partir des renseignements fournis par les commissaires, il représenta trois groupes de paysans vêtus d'un poncho et d'un sombrero, quant aux hommes, et d'une chemise blanche et d'une jupe longue, quant aux femmes. Les paysans se montraient curieux et partageaient la scène avec 36 protagonistes de divers opéras, dont Roméo et Juliette (Gounod), Otello (Verdi), Le Barbier de Séville (Rossini), Don Juan (Mozart) et Ruy Blas (Marchetti). 
Le premier groupe de paysans, sur la droite, se composait de cinq personnes qui prêtaient attention à l'explication qu'une femme donnait de plans (apparemment ceux de la façade du théâtre), et la curiosité était que cette femme était une paysanne et non un membre de l'élite. Un deuxième groupe occupait tout le centre de l'œuvre, derrière les musiciens ; et sur la gauche, un autre groupe observait les divers personnages d'opéra aux vêtements et aux joyaux vraiment frappants. L'idée de Gatti était peut-être d'intégrer des paysans pour exprimer la nécessité d'intégrer deux mondes, l'un plus développé que l'autre. 
Núñez exprima son désaccord à la vue de l'esquisse et adressa une lettre aux commissaires pour leur demander que les figures de paysans soient remplacées par d'autres plus décoratives. Lors d'une interview accordée à El Espectador l'architecte Cantini dit :

« J'offre l'hommage de ma reconnaissance à Annibale Gatti. C'était un ami d'enfance. Je l'ai connu à Florence. Quand on a eu besoin du rideau, je suis allé à Florence et m'en suis remis à son talent. À l'origine, le rideau présentait des figures d'Indiens qui ont été remplacées ensuite par d'autres plus décoratives. J'étais d'avis de ne pas y toucher, mais on n'a pas été nombreux à le penser. Les ponchos et les sombreros des Indiens étaient originaux, peu décoratifs, mais réels et, surtout, très naturels. »

Finalement, Gatti peignit le rideau conformément aux exigences du client. Il remplaça les paysans peints à la droite par un groupe de danse, et remplaça ceux du centre et de la gauche par les muses de la poésie et de la musique. Il plaça au fond un orchestre à instruments anciens.

## Valeur nationale
Après qu'on eût proposé de le déclarer monument national par la résolution 1A en 1971 et la résolution 4 le 30 juin 1975, le théâtre Colón le fut déclaré par le décret 1584 du 11 août 1975.
En 2007, après qu'El Tiempo et eltiempo.com eurent lancé un sondage où 1 119 personnes proposèrent 225 biens au titre de l'une des sept merveilles de Colombie et que sept experts en culture eurent choisi 21 finalistes parmi ces biens, les lecteurs colombiens inscrits d'eltiemp.com eurent deux semaines pour voter pour ces sept merveilles. Selon ce sondage, le théâtre Colón se classa au 7e rang après la 
Cathédrale de sel de Zipaquirá (6 654 voix), le Sanctuaire de Las Lajas (5 057), les statues du Parc archéologique de San Agustín (4 680), l'architecture militaire de Carthagène des Indes (4 389), la Cité perdue, Teyuna (4 373) et les hypogées de Tierradentro (2 787)
.